# Apotrogia angolensis
Apotrogia angolensis är en kackerlacksart som beskrevs av Kirby, W. F. 1900. Apotrogia angolensis ingår i släktet Apotrogia och familjen jättekackerlackor. Inga underarter finns listade i Catalogue of Life.